# شرعان (علم النبات)

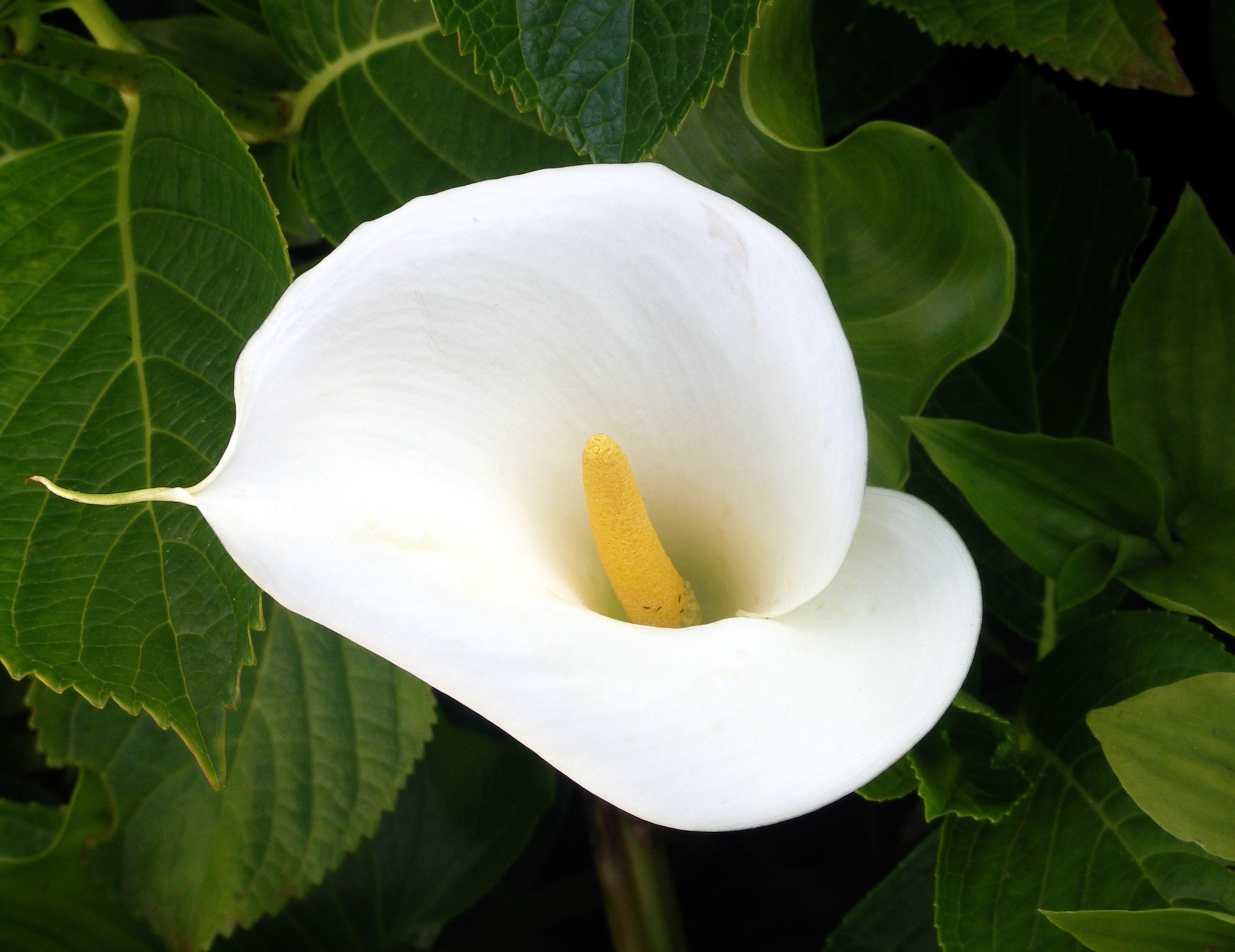
الورقة البيضاء هي الشرعان أو الكافور تحيط بالطلعة في نبات Zantedeschia aethiopica

الشِّرْعَان أو الكافور أو الشِّرْعَاف أو الكُفُرَّى شبه قمع يحيط ببعض أشكال الازهرار مثل كافور الطلعة. وهي من أنواع القنابة.